# Mohamed Ramadan
Pour les articles homonymes, voir Mohamed Ramadan (homonymie) et Ramadan.
Mohamed Ramadan (arabe : محمد رمضان) (né le 15 novembre 1970 à Gizeh en Égypte) est un footballeur international égyptien, qui évoluait au poste d'attaquant.

## Biographie

### Carrière en sélection
Avec l'équipe d'Égypte, il dispute 26 matchs (pour 4 buts inscrits) entre 1985 et 1994. 
Il figure notamment dans le groupe des sélectionnés lors de la CAN de 1994.
Il joue enfin la Coupe du monde des moins de 16 ans 1987 organisée au Canada.

## Palmarès
Al Ahly
| - Championnat d'Égypte (1) : - Champion : 1993-94. - Meilleur buteur : 1990-91 (14 buts). - Coupe d'Égypte (3) : - Vainqueur : 1990-91, 1991-92 et 1992-93. |  | - Coupe d'Afrique des vainqueurs de coupe (1) : - Vainqueur : 1993. - Supercoupe de la CAF : - Finaliste : 1993. |